# Kangaroo Jack
Kangaroo Jack (bra: Canguru Jack; prt: Kangaroo Jack) é um filme de comédia e aventura americano de 2003 dirigido por David McNally, com roteiro de Steve Bing e Scott Rosenberg através de uma história de Bing e Barry O'Brien, sendo produzido por Jerry Bruckheimer. O filme conta a história de dois amigos de infância que são incubidos de entregar cinquenta mil dólares para um mafioso numa viajem à Austrália, com o plano dando errado quando o dinheiro é levado por um canguru selvagem. É estrelado por Jerry O'Connell, Anthony Anderson, Estella Warren, Michael Shannon e Christopher Walken, com Adam Garcia fornecendo a voz para o personagem-título (embora não creditado).
Originalmente concebido como uma comédia de máfia com "classificação R", intitulada "Down and Under", as exibições de teste negativas levaram Bruckheimer a reformular o filme para uma "censura PG", reeditando o filme intensamente e adicionando cenas de um canguru antropomórfico.
Lançado nos cinemas dos Estados Unidos em 17 de janeiro de 2003 pela Warner Bros. Pictures, o filme foi mal-recebido pela crítica, que criticou o roteiro, o humor, a violência e as insinuações, bem como sua propaganda enganosa que descreveu a comédia como um filme familiar apresentando um "canguru em um papel significativo", embora o visual e a trilha sonora tenham sido elogiados. O filme arrecadou US$ 88,9 milhões em todo o mundo, um modesto sucesso comercial, comparado ao seu orçamento de US$ 60 milhões.
O filme ganhou uma sequência lançada diretamente em mídia doméstica intitulada Kangaroo Jack: G'Day, U.S.A.! em 2004.

## Enredo
Em 1982, no Brooklyn, um garoto chamado Charlie Carbone está prestes a se tornar enteado do chefão do crime Salvatore "Sal" Maggio. O aprendiz do mafioso, Frankie Lombardo, tenta afogar Charlie, mas um garoto chamado Louis Booker o salva, e os dois se tornam melhores amigos.
Vinte anos depois, Charlie administra um salão de beleza financiado por Sal, cujos capangas ficam com 80% dos lucros, mal deixando dinheiro suficiente para manutenção. Após Charlie e Louis falharem ao esconder algumas TVs roubadas — o que leva a polícia a descobrir o galpão de Sal —, Sal lhes dá mais uma chance. Sob as ordens de Frankie, eles devem entregar um pacote a um homem chamado Sr. Smith, em Coober Pedy, Austrália. Frankie também os adverte a não abrirem o pacote e fornece o número de telefone do Sr. Smith. O que eles não sabem é que Sal cancelou a viagem de volta. Louis abre o pacote no avião e descobre US$ 50.000 em dinheiro.
Ao chegarem na Austrália, Charlie e Louis dirigem até Coober Pedy. No caminho, eles atropelam acidentalmente um canguru-vermelho. Pensando que o animal está morto, Louis o apelida de “Jackie Legs”, em homenagem a um amigo deles de Canarsie. Louis ainda coloca sua "jaqueta da sorte" e óculos escuros no canguru, tirando fotos como brincadeira. O canguru de repente recobra a consciência, dá um coice em Charlie e foge pulando com os US$ 50.000 dentro da jaqueta. Charlie e Louis tentam persegui-lo, mas acabam capotando o carro alugado, e o canguru escapa.
Em um pub em Alice Springs, Louis liga para o Sr. Smith, que acredita que ele e Charlie roubaram seu pacote e os ameaça de morte. De volta a Nova York, Sal recebe uma ligação de Smith reclamando que Charlie e Louis não apareceram, e envia Frankie e alguns capangas para a Austrália para investigar. Enquanto isso, Charlie e Louis tentam recuperar o dinheiro do canguru disparando um tranquilizante de um avião fretado, contratando um piloto idoso chamado Blue para isso. A tentativa falha quando Louis acidentalmente acerta Blue fazendo o avião cair e deixando a dupla perdida no deserto. Eles passam horas vagando pelo deserto, enfrentando uma matilha de dingos famintos e uma tempestade de areia. Charlie alucina com um jipe e, logo depois, os dois encontram Jessie, uma americana da Outback Wildlife Foundation, uma instituição safari australiana. Charlie, achando que ela é uma miragem, apalpa os seios dela, e ela o nocauteia. Charlie então tem um pesadelo com uma versão falante e rapper do canguru, além de dois outros cangurus com as vozes de Sal e Louis, que zombam dele chamando-o repetidamente de “sangue de barata”.
No dia seguinte, os três seguem Jackie Legs até o Rio Todd, tentando capturá-lo com boleadeiras, mas Louis estraga o plano ao entrar em pânico por causa de formigas em sua calça. Enquanto esperam uma nova chance de capturar o canguru, Charlie começa a desenvolver sentimentos por Jessie. No amanhecer do dia seguinte, Smith e seus capangas os alcançam, após seguirem os rastros do camelo, e capturam o trio. Charlie e Louis conseguem enganá-los, mas logo descobrem que Frankie os encontrou e está pronto para matá-los. Jackie Legs retorna de repente, provocando uma briga entre os capangas de Smith e os de Frankie, que levam a melhor. A confusão permite que Charlie, Louis e Jessie escapem. A dupla continua perseguindo o canguru, sendo seguida por Frankie e seus comparsas. Louis finalmente recupera o dinheiro do canguru, e Charlie o salva por pouco de cair de um penhasco. Charlie tenta entregar o dinheiro a Frankie, que recusa com raiva e revela que Sal os mandou à Austrália para que fossem mortos por Smith. Quando Frankie está prestes a atirar em Charlie, a Polícia Federal Australiana, liderada por um policial infiltrado como guia turístico do Outback, chega e prende Frankie, Smith e seus capangas. Charlie recupera a jaqueta de Louis do canguru.
Um ano depois, Charlie e Jessie estão casados e usaram os US$ 50.000 de Sal para lançar uma nova linha de produtos para cabelo com um logotipo de canguru, junto com Louis. Frankie e seus comparsas foram condenados à prisão perpétua, enquanto Sal tentou usar suas conexões para evitar a prisão — sem sucesso — e agora aguarda julgamento. Jackie Legs, agora chamado de “Kangaroo Jack”, continua vivendo feliz no Outback. O filme se encerra com o canguru quebrando a quarta parede e falando por que o filme deve terminar com ele, já que o título leva seu nome; Jack finaliza o filme imitando o bordão clássico do Gaguinho dos Looney Tunes: “Isso é tudo, pessoal!”

## Elenco
- Jerry O'Connell como Charlie Carbone, dono de um salão de beleza.
  - Robert Reid como Charlie criança
- Anthony Anderson como Louis Booker, o melhor amigo de Charlie.
  - Shawn Smith como Louis criança
- Estella Warren como Jessie, uma membro da fundação Outback Wildlife, interesse amoroso de Charlie e que ajuda ele e Louis a recuperar o dinheiro.
- Christopher Walken como Salvatore "Sal" Maggio, um mafioso e padrasto de Charlie.
- Dyan Cannon como Anna Carbone, mãe de Charlie; ela se casou com Sal após a morte do pai de Charlie.
- Michael Shannon como Frankie Lombardo, o aprendiz de Sal na máfia.
  - Brian Casey como o jovem Frankie Lombardo
- Marton Csokas como Sr. Smith, o destinatário o qual o pacote de US$ 50.000 deve ser entregue por Charlie e Louis.
- Bill Hunter como Blue, um velho piloto que Charlie e Louis recrutam para ajudar a capturar Jack.
- Tony Nikolakopoulos como o caporegime de Sal
- David Ngoombujarra como o sargento Jimmy Inkamale, um policial australiano que trabalha disfarçado.
- Denise Roberts como Tansy, funcionária da empresa de fretamento aéreo.
- Lara Cox como a moça bonita do avião que chama atenção de Charlie

Além destes, o filme também contou com a colaboração não creditada de Adam Garcia que forneceu a voz do canguru Jackie Legs/Kangaroo Jack durante o sonho de Charlie e no final do filme. O dublador Frank Welker também contribuiu com efeitos vocais especiais do animal.

## Produção
Inicialmente Kangaroo Jack teve o nome de projeto "Down and Under" e foi pensado como uma comédia de máfia no estilo de Fuga à Meia-Noite (1988). O filme foi originalmente planejado para ser produzido pela Hollywood Pictures, subsdiária da Walt Disney Studios, mas a sua produção acabou caindo em inferno de desenvolvimento, sendo posteriormente retomada pela Castle Rock Entertainment. O longa começou a ser filmado na Austrália em agosto de 2001, com sua fotografia principal durando cerca de seis meses no total e originalmente incluindo palavrões, sexo e violência, com a intenção de ser lançado com "classificação R". De acordo com o ator Jerry O'Connell, ele chegou a rodar uma cena de nudez frontal completa para o filme. No entanto, os produtores do filme ficaram insatisfeitos com o primeiro corte bruto, somado às primeiras exibições de teste negativas.
Inspirada pela resposta positiva à cena do canguru nas primeiras exibições de teste, bem como pela campanha de promoção por trás do recém-lançado Snow Dogs, a produção mudou o foco do marketing de uma comédia sombria da máfia para o de um filme de animais para toda a família. Novas filmagens extensas que substituíram o canguru animatrônico por um novo em CGI que cantava rap (dublado por Adam Garcia) foram feitas, e o filme foi editado para ganhar um teor de uma comédia mais familiar com "classificação PG".

## Lançamento e recepção

### Comercial
Kangaroo Jack foi lançado nos cinemas americanos em 17 de janeiro de 2003 pela Warner Bros., alcançando o primeiro lugar em seu fim de semana de estreia. Encerrou seu circuito teatral arrecadando US$ 66.934.963 nas bilheterias norte-americanas e US$ 21.994.148 internacionalmente, totalizando US$ 88.929.111 em todo o mundo, se tornando um modesto sucesso comercial comparado com seu orçamento de US$ 60 milhões.

### Crítica
No site agregador de críticas Rotten Tomatoes, apenas 9% das 115 avaliações dos críticos são positivas para o filme, que obtém uma classificação média de 3,4/10 no site sob o seguinte consenso crítico: "Com um humor irritantemente idiota, Kangaroo Jack contém muita violência e insinuações sexuais para um filme [auto-declarado] familiar". O Metacritic, outro agregador que usa uma média ponderada para avaliação dos filmes, atribuiu ao longa a pontuação 16/100, com base em 25 críticas, indicando "aversão esmagadora". O público dos cinemas pesquisado pelo instituto CinemaScore deu ao filme uma nota média "A−" em uma escala de "A+" a "F".
Joe McGovern, crítico do jornal The Village Voice, descreveu Kangaroo Jack como "sem graça" e declarou: "O roteiro sem cor parece ter sido escrito a partir de uma colcha de retalhos de desenhos animados do Papa-Léguas, peidos de camelo e todos os clichês australianos agudos que ecoaram por estas bandas". Nathan Rabin, ao analisar o filme para o The A. V. Club, criticou a propaganda enganosa de que o canguru teria um papel importante na história e falaria o tempo todo, observando: "A premissa, o trailer e os comerciais de Kangaroo Jack prometem pouco mais do que o espetáculo de dois atores entusiasmados sendo chutados repetidamente por um canguru atrevido animado por computador. E, infelizmente, o filme não consegue entregar nem isso". O crítico Gary Slaymaker, do jornal britânico The Western Mail, escreveu: "Kangaroo Jack é a bobagem mais sem graça, sem sentido e sem charme desencadeada contra um público desavisado".

### Prêmios e indicações
Por suas atuações, Anthony Anderson e Christopher Walken foram ambos indicados ao prêmio de "Pior ator coadjuvante" na edição de 2004 do prêmio Framboesa de Ouro, mas "perderam" para Sylvester Stallone por Spy Kids 3-D: Game Over. O jornal australiano The Age incluiu Kangaroo Jack em sua lista de "piores filmes já feitos".
| Prêmio                          | Ano  | Categoria                            | Recipiente(s)      | Resultado |
| ------------------------------- | ---- | ------------------------------------ | ------------------ | --------- |
| Nickelodeon Kids' Choice Awards | 2004 | Peido favorito em um filme           | Anthony Anderson   | Venceu    |
| MTV Movie Award                 | 2003 | Melhor desempenho virtual            | "Kangaroo Jack"    | Indicado  |
| Framboesa de Ouro               | 2004 | Pior ator coadjuvante                | Christopher Walken | Indicado  |
| Framboesa de Ouro               | 2004 | Pior ator coadjuvante                | Anthony Anderson   | Indicado  |
| Teen Choice Award               | 2003 | Melhor ator de cinema - Comédia      | Anthony Anderson   | Indicado  |
| Stinkers Bad Movie Awards       | 2003 | Pior atriz coadjuvante               | Estella Warren     | Indicado  |
| Stinkers Bad Movie Awards       | 2003 | Comédia mais dolorosamente sem graça |                    | Indicado  |
| Stinkers Bad Movie Awards       | 2003 | Piores efeitos especiais             | Hoyt Yeatman       | Indicado  |
| Stinkers Bad Movie Awards       | 2003 | Personagem não humano mais irritante | Kangaroo Jack      | Indicado  |

## Trilha sonora
A trilha sonora foi lançada pela Hip-O Records em 14 de janeiro de 2003.
1. DJ Ötzi - "Hey! Baby"
2. Sugababes - "Round Round"
3. Soft Cell - "Tainted Love"
4. Lucia Cifarelli - "So Clever"
5. Paulina Rubio - "Casanova"
6. Shaggy - "Hey Sexy Lady"
7. Shawn Desman - "Spread My Wings"
8. Lil' Romeo - "2-Way"
9. The Wiseguys - "Start the Commotion"
10. The Sugarhill Gang - "Rapper's Delight"
11. Men at Work - "Down Under"
12. The Dude - "Rock Da Juice"

## Sequência animada
Uma sequência animada intitulada Kangaroo Jack: G'Day USA! foi lançada diretamente em vídeo em 16 de novembro de 2004. Foi produzida pela Warner Bros. Animation e pela Castle Rock Entertainment, mas sem o envolvimento da Jerry Bruckheimer Films. Recebeu críticas mistas a negativas, mas a maioria a considera uma melhoria em relação ao filme original.[carece de fontes?]